# Anolis sagrei
Anolis sagrei — представник роду Anolis з родини анолісових. Інші назви «бурий аноліс» та «багамський аноліс».

## Опис
Загальна довжина досягає 12-20 см. Спостерігається статевий диморфізм — самці більше за самок. Голова трохи витягнута, стиснута з боків. Хвіст тонкий та довгий. Кінцівки добре розвинені, особливо задні. Забарвлення самців коливається від коричневої до сірого. Горловий «прапорець» забарвлений дуже різноманітно: від оливкового, гірчично-жовтого або помаранчевого до яскравого помаранчево-червоного. Самки зазвичай мають на спині малюнок зі світлих та темних трикутників, а також світлу смугу уздовж хребта.

## Спосіб життя
Полюбляє лісову місцину. Усе життя проводить на деревах. Активний вдень. Харчується комахами, павуками, фруктами і ягодами. Самці дуже територіальні.
Це яйцекладна ящірка. Самиця відкладає 1 яйце.

## Розповсюдження
Мешкає у Центральній та Південній Америці. Зустрічається в Мексиці (на півострові Юкатан). Був завезений до деяких штатах США: Флориди, Джорджії, Техасу, Луїзіани та на деяких островах.